# 边城镇 (句容市)
边城镇，是中华人民共和国江苏省鎮江市句容市下辖的一个乡镇级行政单位。境内的赵庄林苗场、边城监狱曾列为句容市类似乡级单位。

## 行政区划
边城镇下辖以下地区：
东昌社区、陈武社区、东昌村、裔庄村、光明村、高仑村、桥东村、青山村、友谊村、陈武村、戴村、大华村、佴池村、赵村、赵庄村和双杨村。